# Unia Francuska

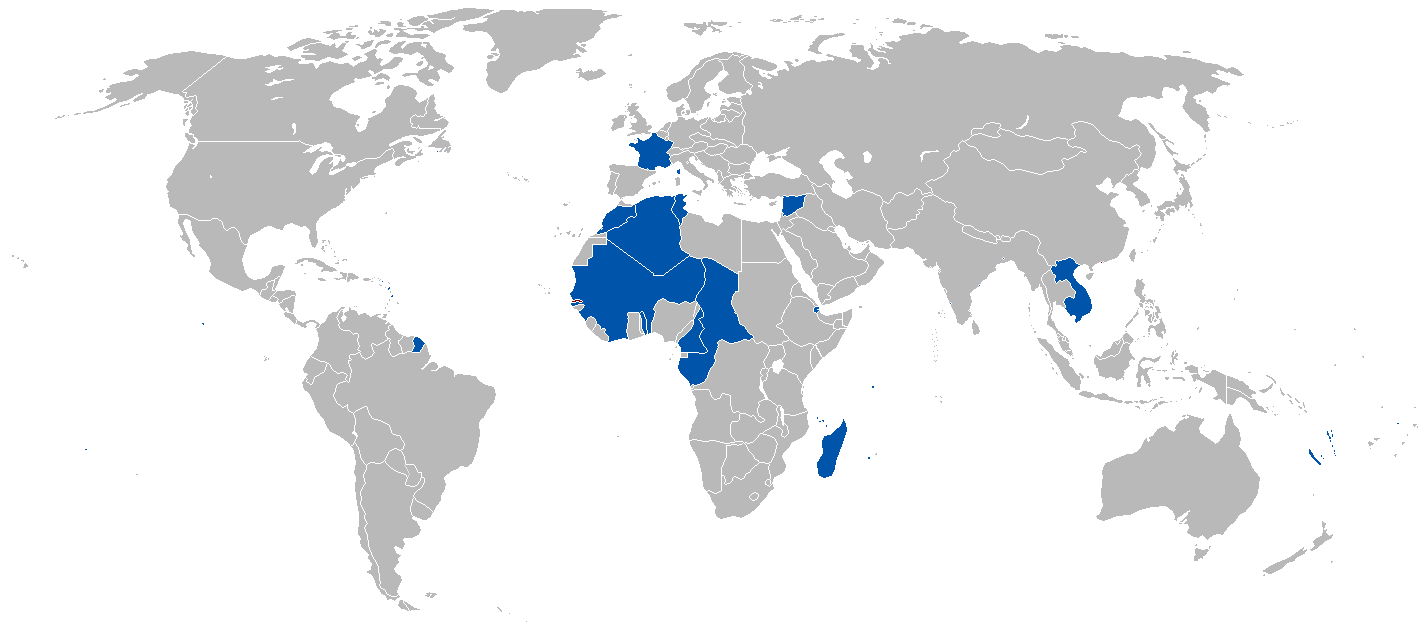
Terytorium Unii Francuskiej

Unia Francuska (fr. Union Française) – jednostka polityczna, powstała zgodnie z przepisami francuskiej konstytucji z 27 października 1946, która zastąpiła francuskie imperium kolonialne. Sama przetrwała do roku 1958, gdy zastąpiono ją Wspólnotą Francuską. Przepisy Konstytucji V Republiki dot. Wspólnoty Francuskiej nie weszły w życie. 
W jej skład wchodziły Francja wraz z Korsyką, francuskie departamenty zamorskie i terytoria zamorskie, terytoria powiernicze ONZ, francuskie kolonie, które otrzymały status departamentów zamorskich, oraz państwa stowarzyszone z Francją (protektoraty), które uzyskały szerszą autonomię. Jeszcze przed rozwiązaniem Unii z jej struktur wystąpiły Francuskie Indochiny (1954) oraz Maroko i Tunezja (1956), które odzyskały wówczas niepodległość.